# Dolichandra
Dolichandra, biljni rod iz porodice katalpovki smješten u tribus Bignonieae. Sastoji se od 5 vrsta lijana rasprostranjenih u vlažnom tropskom biomu Kariba, i Srednje i Južne Amerike, od južnog Meksika do Argentine

## Opis
Lijane, pseudostipule male, jajaste do lancetaste; juvenilne biljke osebujne, rastu tijesno uz potporno stablo i penju se pomoću zakrivljenih trostrukih vitica. Listovi 2-listni, katkada s trostrukom, kukastom viticom. Cvat je stegnuta aksilarna cimija ili metlica s nekoliko cvjetova, često svedena na jedan cvijet. Čaška opnasta, labavo zvončasta, često nepravilno režnjevita; vjenčić žut, cjevasto zvonasti, izvana gol. Prašnici goli, teke ravne, razdvojene. Ovarij linearno-duguljast; ovuli 2-4-u nizu u svakoj lokuli. Plod je uska, linearna, stisnuta čahura, zalisci su paralelni sa septumom, glatki, središnja linija tanka, blago uzdignuta. Sjemenke su tanke, dvokrilne, krilca nisu oštro omeđena od tijela sjemenke, kratke i smeđe ili duže i nepravilno hijalinizirane na vrhovima.

## Vrste
1. Dolichandra chodatii (Hassl.) L.G.Lohmann
2. Dolichandra coccinea (Vell.) M.Nascim., Zuntini & J.F.B.Pastore
3. Dolichandra dentata (K.Schum.) L.G.Lohmann
4. Dolichandra hispida (DC.) L.H.Fonseca & L.G.Lohmann
5. Dolichandra quadrivalvis (Jacq.) L.G.Lohmann
6. Dolichandra steyermarkii (Sandwith) L.G.Lohmann
7. Dolichandra uncata (Andrews) L.G.Lohmann
8. Dolichandra unguiculata (Vell.) L.G.Lohmann
9. Dolichandra unguis-cati (L.) L.G.Lohmann

## Sinonimi
- Batocydia Mart. ex Britton & P.Wilson; Sci. Surv. Porto Rico & Virgin Islands 6: 194 (1925), nom. superfl.
- Batocydia Mart. ex DC.; Prodr. [A. DC.] 9: 143 (1845), pro syn.
- Doxantha Miers; Proc. Roy. Hort. Soc. London 3: 189 (1863)
- Edouardia Corr.Mello ex Stellfeld; Arq. Mus. Paranaense 9: 85 (1952), nom. inval.
- Macfadyena A.DC.; Prodr. [A. DC.] 9: 179 (1845)
- Melloa Bureau; Adansonia 8: 379 (1868)
- Microbignonia Kraenzl.; Notizbl. Königl. Bot. Gart. Berlin-Dahlem 6: 380 (1915)
- Parabignonia Bureau ex K.Schum.; Nat. Pflanzenfam. [Engler & Prantl] IV, 3b: 229 (1894)
- Paradolichandra Hassl.; Bull. Herb. Boissier, II 7: 718 (1907)